# Black So Man
Black So Man (eigentlich Bintogoma Traoré, * 11. Mai 1966 (Koudougou, Obervolta); † 16. März 2002 in Abidjan, Elfenbeinküste) war ein Reggae-Musiker aus dem westafrikanischen Staat Burkina Faso.
In seinen Liedern übte er in Metaphern auf poetische Weise Kritik an den herrschenden Verhältnissen und der politischen Elite. Sein Debütalbum wurde ein großer Erfolg und so gilt er trotz seiner kurzen Laufbahn als einer der bekanntesten Musiker des Landes.
Black So Man wurde im Dezember 1997 bei einem Verkehrsunfall schwer verletzt und erlag seinen Leiden Anfang 2002 in Abidjan. Es hielt sich in Burkina Faso lange das Gerücht, Black So Man sei für seine Systemkritik getötet worden. Seine Frau, die beim Unfall im Auto gesessen hatte, geht aber von einem Unfall aus.

## Diskografie
- Tout le monde et personne (1997)